# Machilus reticulata
Machilus reticulata là loài thực vật có hoa trong họ Nguyệt quế. Loài này được K.M. Lan miêu tả khoa học đầu tiên năm 1986.